# هاشم‌آباد (حاجی‌آباد)
هاشم‌آباد، روستایی از توابع بخش مرکزی شهرستان حاجی‌آباد در استان هرمزگان ایران است.

## جمعیت
براساس سرشماری مرکز آمار ایران در سال ۱۳۸۵، جمعیت آن ۵۶۲ نفر (۱۵۷خانوار) بوده‌است.